# Uragano delle Bahamas del 1932
L'uragano delle Bahamas del 1932 è stato un ampio ed intenso uragano, successivamente classificato con la categoria 5 sulla scala Saffir-Simpson, che ha colpito l'arcipelago delle Bahamas all'apice dell'intensità. È stato la quarta tempesta tropicale e il terzo uragano della stagione 1932, nonché il primo dei due uragani di categoria 5 di quell'anno – il secondo colpì Cuba il mese successivo.
Si originò come tempesta tropicale il 30 agosto 1932 in prossimità delle isole Vergini, intensificandosi in uragano mentre raggiungeva le Bahamas, per poi curvare e seguire la costa atlantica dell'America settentrionale. È noto anche come "uragano Great Abaco" poiché causò notevoli danni e devastazioni nelle isole Abaco.

## Storia meteorologica

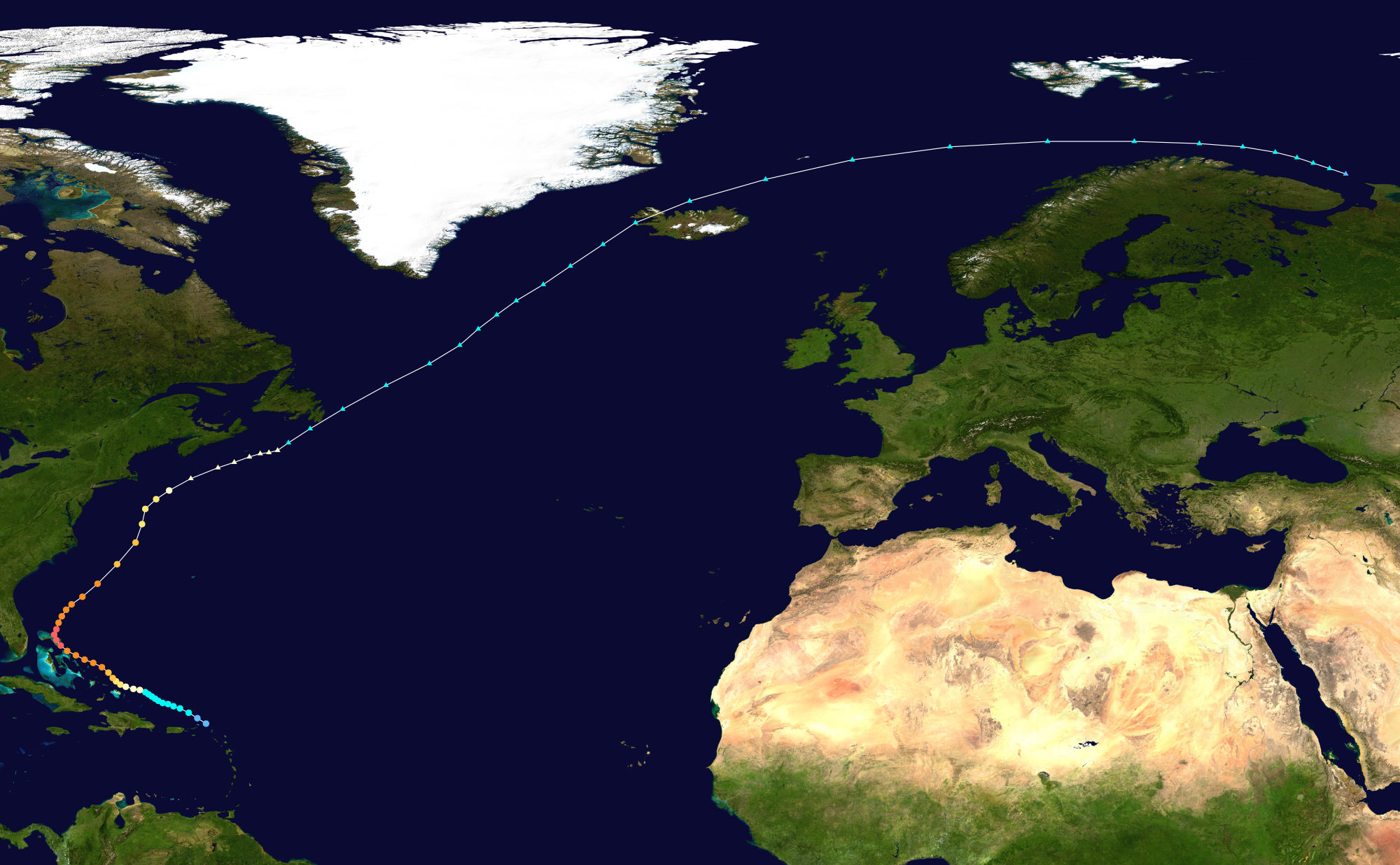
Percorso dell'uragano.

La perturbazione fu inizialmente rilevata il 30 agosto 1932 poco a nord delle isole Vergini come depressione tropicale. La tempesta si spostò in direzione ovest-nordovest, passando a nord delle grandi Antille e di Grand Turk nella notte tra il 2 e il 3 settembre. Raggiunse l'intensità di un uragano mentre passava vicino alle isole Turks e Caicos, per poi iniziare un periodo di rapido rafforzamento. Divenne un uragano di grandi dimensioni il 4 settembre, con venti che raggiunsero i 230 km/h, equivalenti a quelli di un uragano di categoria 4 sulla scala Saffir-Simpson. Tuttavia, fino alla sera del 4 settembre non furono segnalati venti d'uragano allo US Weather Bureau: infatti, la segnalazione col vento d'intensità maggiore, circa 97 km/h, giunse da una nave a circa 459 km a est di Miami.
L'uragano proseguì a est delle isole principali delle Bahamas e di Nassau, continuando a rafforzarsi. Gradualmente iniziò a dirigersi verso nord-ovest e nord, e verso la sera del 5 settembre l'uragano raggiunse il picco d'intensità, associabile alla categoria 5, con venti massimi sostenuti stimati di circa 260 km/h e un minimo di pressione misurato pari a 931 mbar, sebbene non al centro dell'uragano. Con tale intensità passò sopra le isole Abaco il 5 settembre e iniziò gradualmente a curvare verso nord-est. Nei due giorni successivi, con l'uragano che proseguiva verso nord-est, diverse imbarcazioni sorprese dalla tempesta registrarono venti di forza 12 sulla scala di Beaufort e basse pressioni barometriche: il piroscafo Yankee Arrow registrò una pressione di 936 mbar il 7 settembre, mentre il vicino piroscafo Deer Lodge una pressione di 934 mbar. L'uragano continuò in direzione nord-est sopra l'oceano Atlantico, indebolendosi come intensità, ma generando onde marine verso gli Stati Uniti nordorientali, e venti di tempesta dalla Carolina del Nord al Massachusetts, con venti di circa 90 km/h vicino Nantucket, mentre la tempesta passava al largo del New England. L'uragano divenne una tempesta extratropicale il 9 settembre, e passò a sud della penisola di Avalon, nell'isola di Terranova. L'11 settembre passò vicino alla penisola di Snæfellsnes, in Islanda, prima e all'isola di Jan Mayen dopo, dove venne misurata una pressione ambiente di 980 mbar. Ciò che rimaneva della tempesta virò verso est, dissipandosi infine sul mare di Barents il 17 settembre.
Sulla base delle registrazioni e delle misurazioni disponibili, la Hurricane Research Division, parte dell'agenzia statunitense NOAA, ha, in seguito, stimato che l'uragano raggiunse la categoria 5 sulla scala Saffir-Simpson e che i danni alle Bahamas erano consistenti con un uragano estremamente intenso.

## Impatto
Si stima che l'uragano abbia causato la morte di 16 persone e il ferimento di almeno altre 300 nell'arcipelago delle Bahamas e, in particolare, nelle isole Abaco. Non sono note le stime dei danni causati. Nonostante le grandi dimensioni e la grande intensità dell'uragano, gli avvisi e le allerte emanate contribuirono ad evitare la perdita di vite umane e di beni materiali in mare.

### Bahamas
Il 5 settembre 1932 l'uragano raggiunse le Bahamas e rapidamente crebbe d'intensità fino a raggiungere la categoria 5. Passò a est della capitale Nassau, senza arrecarvi danni significativi e con venti fino a 80 km/h. Invece, provocò notevoli danni e 16 vittime nelle isole Abaco, dove venne misurata una pressione barometrica di 931 mbar. Sull'isola di Green Turtle Cay due grandi chiese in mattoni con muri spessi circa 3 piedi (0,91 m) vennero distrutte dalla tempesta e alcuni dei blocchi di pietra furono spostati dal vento per circa 1⁄2 miglio (800 m), secondo la testimonianza rilasciata da un residente. Sulla base delle foto dei resoconti sui giornali, è stato stimato che i venti sull'isola di Green Turtle Cay abbiano superati i 150 km/h. Su altre isole dell'arcipelago l'uragano causò danni agli edifici e generò onde di tempesta che inondarono le isole.

### Stati Uniti d'America
I primi avvisi di tempesta vennero emessi negli Stati Uniti nel pomeriggio del 5 settembre 1932, allertando la popolazione della Florida da Daytona Beach a Punta Gorda. Mentre l'uragano procedeva e cambiava la propria traiettoria verso nord-est, gli avvisi dello US Weather Bureau vennero aggiornati e, progressivamente, vennero estesi verso Wilmington nella Carolina del Nord la sera stessa del 5 settembre e, infine, lungo la costa orientale fino a Eastport nel Maine la mattina del 7 settembre.
Il cambio di traiettoria della tempesta e il suo rimanere sull'oceano Atlantico evitarono che approdasse sulla Florida o sulla costa orientale statunitense. Tuttavia, i venti di tempesta e le mareggiate colpirono tutta la costa est. Le massime intensità vennero raggiunte con 90 km/h a Nantucket e con 71 km/h a Capo Hatteras. Nonostante gli avvisi emanati, alcune imbarcazioni ruppero gli ormeggi o subirono danni, come il piroscafo Munloyal, che subì la rottura del timone e venne trasportato dalla corrente, per poi essere recuperato dalle motovedette della Guardia costiera da Fort Lauderdale. A causa dei forti venti, grandi alberi e cartelli caddero a Brooklyn, New York, e un raffreddamento delle temperature seguì il passaggio dell'uragano.